# Bernardo II av Kongo
Bernardo II av Kongo, död 1615, var kung av Kongo mellan 1614 och 1615.